# Edward Skilton
Edward Skilton (n. 26 septembrie 1863, Greater London, Anglia, Regatul Unit al Marii Britanii și Irlandei – d. 21 iunie 1917, Watford, Anglia, Regatul Unit al Marii Britanii și Irlandei) a fost un trăgător de tir ce a reprezentat Marea Britanie la Jocurile Olimpice, medaliat olimpic. A participat la o ediție a Jocurilor Olimpice (1912) în care a câștigat o medalie de argint.

## Participări
Lista de mai jos prezintă principalele competiții la care a participat Edward Skilton de-a lungul carierei.
- shooting at the 1912 Summer Olympics – men's team rifle[*]